# Robbi Morgan
Robbi Morgan, właściwie Robyn Morgan (ur. 19 lipca 1961 r.) – amerykańska aktorka filmowa i telewizyjna.

## Życiorys
Morgan jako aktorka debiutowała na dużym ekranie w nagrodzonej Złotym Globem tragikomedii Me, Natalie (1969) z Patty Duke, Martinem Balsamem i Bobem Balabanem. Występując w filmie miała zaledwie osiem lat. Odegrała potem rolę sympatycznej Annie w klasycznym już dziś dreszczowcu Seana S. Cunninghama Piątek, trzynastego (Friday the 13th, 1980). Wcześniej swoje talenty ujawniała między innymi w spotach reklamowych, parokrotnie w popularnych serialach. Zniknęła z mediów aż do roku 2009, kiedy to najpierw spontanicznie pojawiła się w dokumentalnym filmie His Name Was Jason: 30 Years of Friday the 13th (przedstawiającym kulisy powstawania serii Piątek, trzynastego), a następnie − w marcu − wystąpiła jako gość talk show The Tyra Banks Show.
Grała także na deskach teatru broadwayowskiego w komediowym musicalu Barnum (1980–'82). Kariery aktorskiej nie kontynuuje od końca lat 80.
Jest żoną aktora i słynnego prezentera telewizyjnego Marka Lewisa Walberga. Pobrali się w 1987 roku (na przyjęciu weselnym gościła między innymi Demi Moore), mają dwójkę dzieci.

## Filmografia
- 2013: Crystal Lake Memories: The Complete History of Friday the 13th jako ona sama (udział w filmie dokumentalnym)
- 2009: His Name Was Jason: 30 Years of Friday the 13th jako ona sama (udział w filmie dokumentalnym)
- 1988: The Great Outdoors jako statystka
- 1984: I Married a Centerfold jako Kitty Selver
- 1983: serial The Fall Guy, odc. Eight Ball jako Linda O’Hara
- 1982: Forbidden Love jako Jerry
- 1980: Piątek, trzynastego (Friday the 13th) jako Annie Phillips
- 1971: What's the Matter with Helen? jako Rosalie Greenbaum
- 1969: Me, Natalie jako Natalie w wieku lat 7